# Mac Cone
Mac Cone (* 23. August 1952 in  Memphis, Tennessee, USA) ist ein kanadischer Springreiter.
Bei den Olympischen Sommerspielen 2008 gewann er mit dem Pferd Ole zusammen mit Eric Lamaze, Jill Henselwood und Ian Millar die Mannschafts-Silbermedaille für Kanada. Er ritt in Nationenpreismannschaften sowohl für das US-Team als auch für das kanadische Team.
Er lebt in King City, Ontario.

## Pferde
- Ole (* 1996, Wallach)
- Unanimous